# Cecylia Grabowska
Cecylia Grabowska, z domu Dembowska (ur. 19 grudnia 1787 w Puławach, zm. 17 stycznia 1821 w Warszawie) – polska malarka amatorka, żona Stanisława Grabowskiego, ministra w Królestwie Kongresowym.

## Życiorys
Była córką Józefa Dembowskiego, pazia na dworze Stanisława Augusta, rotmistrza kawalerii narodowej i generalnego inspektora jazdy w czasie insurekcji kościuszkowskiej, oraz Konstancji z Narbuttów, wieloletniej rezydentki dworu książąt Czartoryskich. Cecylia Dembowska wychowywała się początkowo w Puławach (gdzie rodzice osiedli po konfiskacie dóbr wołyńskich za udział Józefa w insurekcji), następnie w Sieniawie, Pożogu i Bronicach koło Puław. Odebrała staranne wykształcenie, znała kilka języków obcych, muzykowała. Umiejętności malarskie kształciła pod kierunkiem Jana Piotra Norblina, była autorką części ilustracji do Śpiewów historycznych Juliana Ursyna Niemcewicza. Aktywnie uczestniczyła w życiu salonów warszawskich w okresie Księstwa Warszawskiego i następnie Królestwa Kongresowego.
Od 1805 zamężna za Stanisławem Grabowskim, miała dwóch synów (Leona i Ludwika) oraz córkę Melanię. Jej bratankiem był Edward Dembowski.